# 블라디미르 데미호프
블라디미르 페트로비치 데미호프(Владимир Петрович Демихов, 1916년 7월 18일 - 1998년 11월 22일)는 러시아의 외과의사이자 생체이식 수술의 선구자였다. 데미호프는 개에게 행한 동물실험으로 널리 알려져있다.

## 업적
데미코프는 1930년에서 1950년 사이에 인공심장과 혈관우회수술에 대한 실험을 행하였으며, 심장과 허파이식 수술을 집도하였다. 데미코프는 다른 이들과 함께 외과 역사상 최초로 온혈동물의 심장이식수술, 최초의 허파이식수술, 그리고 최초의 심장-허파이식수술을 실행하였다. 그러나 그가 대중들에게 널리 알려지게 된 것은 머리와 몸통을 이식한 수술 때문이었다. 그의 시도는 소비에트 연방에서 '외과의 스푸트니크 호'라고 일컬어졌다.
1960년 쓰이고 1962년에는 소련 외부에도 공개된 데미코프의 논문 „필수적 장기의 실험적 이식수술“은 오랜 기간 동안 장기와 조직의 이식수술에 대한 유일한 연구 논문이었다. 1967년 최초로 인간심장이식수술을 성공시킨 크리스천 버나드는 1960년과 1963년에 데미코프의 연구실을 방문한 바 있으며 그를 스승으로서 생각하였다.
실험을 하는 동안 데미코프는 이식된 장기의 거부반응이 면역반응에서 기인한 것이 아니라 시술기술의 부족에서 기인한 것이라 오판하였다. 이 잘못된 가정하에 그는 심장이식을 위한 24가지의 수술기술을 250여 마리의 동물들에게 시도하였다. 그 중 개 한 마리는 수술 후 32일간 생존한 기록이 있다.
데미호프는 1998년 돌연사하였다. 죽기 바로 얼마 전에 그는 '조국공로훈장'을 수여받았다.
그가 끝없이 실험한 '이식수술'은 나중에 더욱 발전하게 되었으며 이후 무수한 생명들을 살려내게 되었다.

## 저작
- Demikhov, W.P. Experimental transplantation of vital organs(필수적 장기의 실험적 이식수술). Authorized translation from the Russian by Basil Haigh./ New York: Consultant’s Bureau, 1962

## 참고
1. ↑  Experimentelle Transplantation von lebenswichtigen Organen
2. ↑  B. Ertl. Koronare Transplantatvaskulopathie nach Herztransplantation in Abhängigkeit vom immunsuppressiven Therapieschema. Dissertation, Ludwig-Maximilians-Universität München, 2007
3. ↑  B. Reichart Herz- und Herzlungentransplantation auf dem Weg zur Methode. Verlag R.S. Schulz, 1987 ISBN 3-7962-0155-5